# Rivaldo Barbosa
Rivaldo Barbosa de Araújo Junior (Rio de Janeiro, 31 de maio de 1969) é um policial civil e ex-professor universitário brasileiro. Foi chefe da Polícia Civil do Rio de Janeiro entre março e dezembro de 2018, quando o Estado estava sob intervenção federal na área segurança pública. Assumiu o cargo um dia antes do assassinato da vereadora Marielle Franco, no qual seria o responsável por coordenar as investigações.

## Biografia
Barbosa foi militar da Aeronáutica por 15 anos, e formou-se em direito em 1998, pelo Centro Universitário Augusto Motta. Em 2002, foi para reserva e entrou para a Polícia Civil do Rio de Janeiro como delegado. Em 2008, assumiu a Subsecretária de Inteligência, durante a gestão de José Mariano Beltrame na secretária de segurança. Em 2012, foi nomeado delegado titular da Divisão de Homicídios da Capital, sendo responsável por investigar casos de grande repercussão, como o assassinato da juíza Patrícia Acioli (ocorrido em 2011) e o desaparecimento do pedreiro Amarildo Dias de Souza. Também foi coordenador geral das delegacias de homicídios do Estado.
Em 29 de novembro de 2016, o processo contra os policiais militares acusados de matar o menino Eduardo de Jesus, de 10 anos, em  2 de abril de 2015, no Conjunto de Favelas do Alemão, foi arquivado. A decisão teve o voto de dois de três desembargadores. Na época, o inquérito da Polícia Civil, investigado pelo delegado Rivaldo Barbosa, concluiu que os policiais agiram em legítima defesa, trocavam tiros com bandidos e balearam Eduardo acidentalmente, apesar de testemunhas terem dito o contrário.
Em 22 de fevereiro de 2018, foi anunciado como chefe da Polícia Civil, no qual tomou posse em 13 de março. No fim do ano, deixou o cargo, após o encerramento da intervenção federal na segurança pública no Estado. O relatório da Polícia Federal aponta que as investigações sobre pelo menos cinco mortes violentas que tiveram a participação do chamado "Escritório do Crime", no Rio de Janeiro, não foram concluídas pela Delegacia de Homicídios (DH) da Capital. Os assassinatos, que foram motivados principalmente pela disputas com caça-níqueis, ocorreram entre 2011 e 2018.

## Assassinato de Marielle Franco
No dia seguinte a posse como chefe da Polícia Civil, ocorreu o assassinato da vereadora Marielle Franco e de seu motorista, Anderson Gomes. Na época, Barbosa reuniu-se com parentes das vítimas e afirmou que a elucidação do caso seria uma questão de honra. A investigação do caso ficou sob responsabilidade de Giniton Lages, nomeado pelo próprio Barbosa.
Em novembro de 2019, foi acusado pela Polícia Federal de ter recebido R$ 400 mil para obstruir o caso. Em 24 de março de 2024, foi preso junto aos políticos Chiquinho Brazão e Domingos Brazão, como um dos suspeitos de ser o mandante da morte de Franco. A prisão ocorreu após a homologação da delação premiada de Ronnie Lessa, envolvido nas mortes de Marielle e Anderson.
Em 29 de abril de 2024, antes de ser denunciado à Procuradoria Geral da República, a defesa de Rivaldo pediu para prestar depoimento ao ministro do Supremo Tribunal Federal, Alexandre de Moraes, para que o ele e sua esposa, Erika Araújo, sejam ouvidos no processo. Rivaldo estaria sedento para falar, de acordo com advogados.
Em 7 de maio, Rivaldo foi denunciado pela Procuradoria Geral da República juntamente com os irmãos Chiquinho e Domingos Brazão.
Em 17 de maio, o ministro do Supremo Tribunal Federal, Alexandre de Moraes, manteve a prisão de Rivaldo Barbosa, acusado de ser o mentor do assassinato da vereadora Marielle Franco, em 2018.
Em 3 de junho, Rivaldo disse em depoimento à Polícia Federal que não conhece os irmãos Brazão e que não participou de nenhuma trama para matar a vereadora Marielle Franco. Rivaldo afirmou que Lessa citou seu nome na investigação com o objetivo de se vingar por ter sido preso.
Em 15 de julho, Rivaldo prestou depoimento ao Conselho de Ética. Ele afirmou que a vereadora Marielle só o ajudava e negou participação no crime. Rivaldo foi escolhido foi para ser testemunha de defesa do processo no Conselho de Ética da Câmara.
Em 9 de agosto, a Polícia Federal entregou ao Supremo Tribunal Federal um relatório complementar sobre obstrução de investigação do caso Marielle e disse que imagens de câmeras de segurança que poderiam levar a assassinos foram ignoradas, de propósito, por delegados indiciados, Rivaldo Barbosa e Giniton Lages.
Em 16 de outubro, Rivaldo foi transferido para a Penitenciária Federal de Mossoró, no Rio Grande do Norte.